# Hadley Cote e The Old Cottage

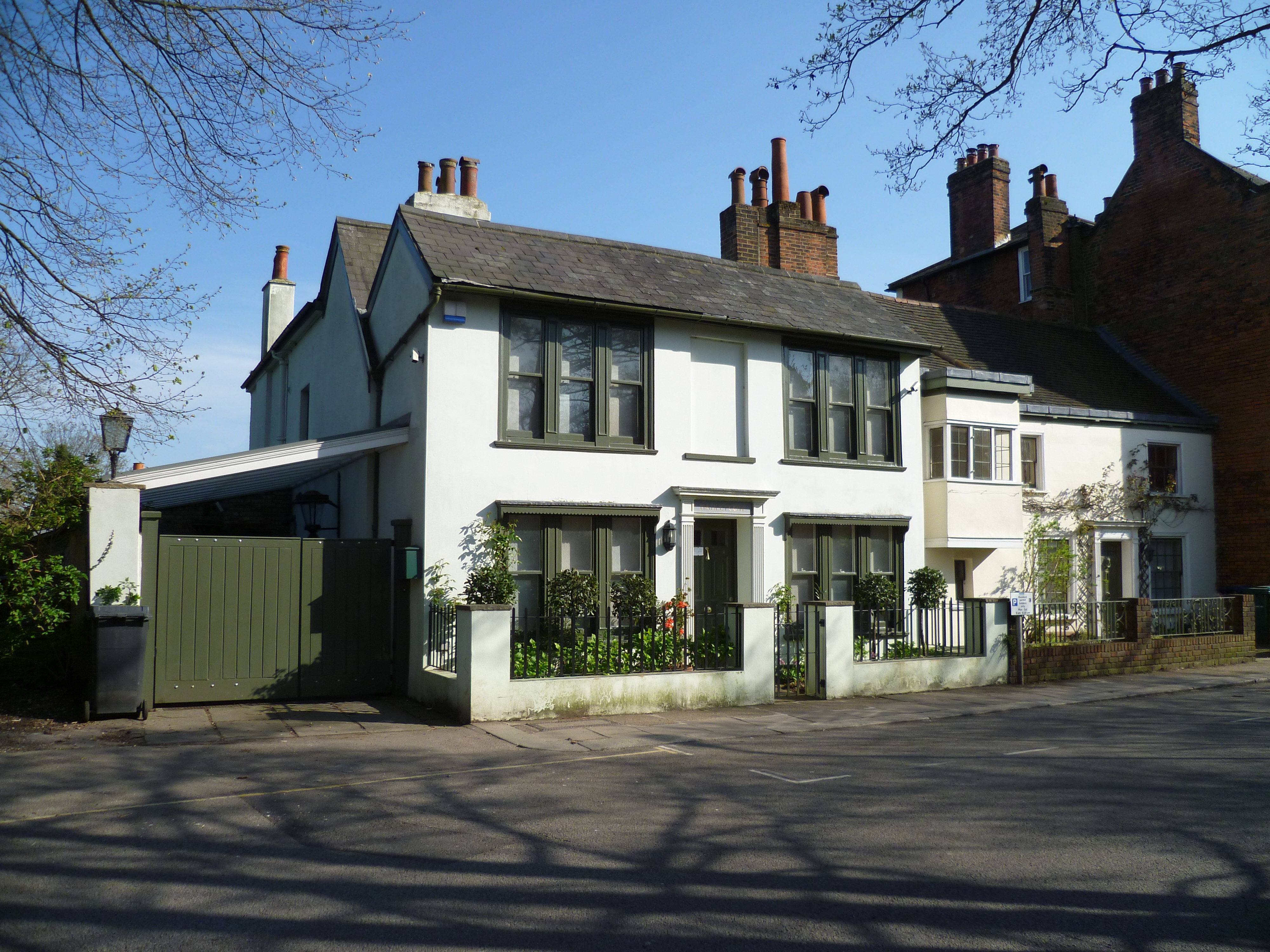
Hadley Cote com o The Old Cottage à direita.

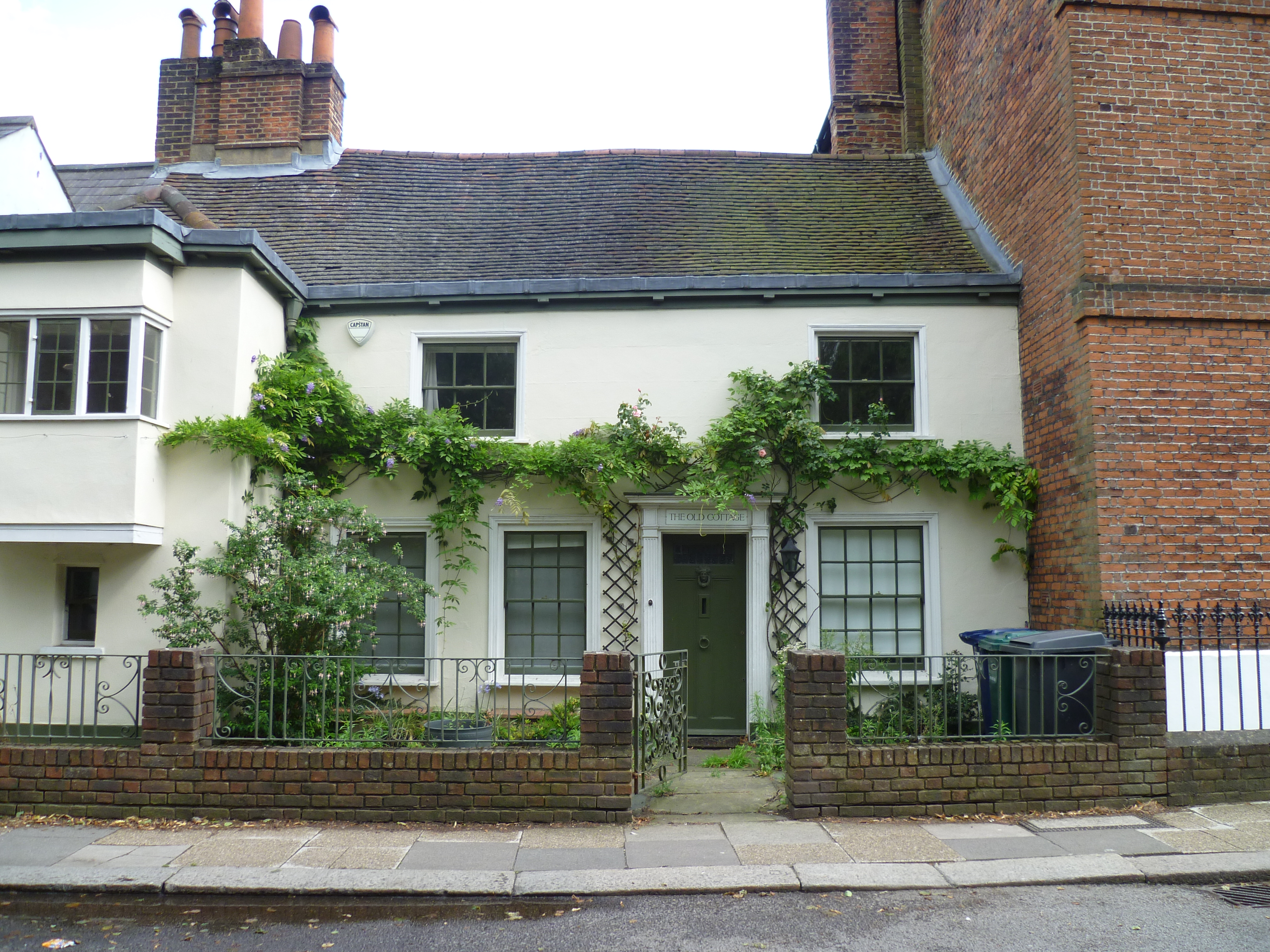
The Old Cottage.

Hadley Cote e The Old Cottage são edifícios listados de grau II na Hadley Green Road, ao norte de Chipping Barnet, no Reino Unido.